# الدرزية (المفرق)
الدرزية منطقة سكنية تقع في لواء البادية الشمالية الغربية، محافظة المفرق في الأردن. تنتمي المنطقة لقضاء حوشا الذي يضم 11 منطقة. يقدر عدد سكانها بـ 94 نسمة حسب إحصاء 2015.

## الوصلات الخارجية
- دائرة الاحصاءات العامة